# TV1
TV1 je litevská komerční televizní stanice založená v roce 2003. Vysílá 24 hodin denně. 

## Program
Stanice cílí především na ženy.[zdroj⁠?!] V jejím programu tak najdeme zahraniční pořady a filmy jako Ženatý se závazky, Chůva k pohledání, Kriminálka New York, Teorie velkého třesku, Vraždy v Midsomeru či nejrůznější telenovely. Stanice také vysílá pořady pro děti jako Scooby-Doo nebo Sanjay a Craig.